# Sanya (Hainan)

Sanya (Hainan)

Sanya (chin. 三亞市 / 三亚市, Sānyà shì) este un oraș district situat în provincia Hainan, Republica Populară Chineză. Orașul se află în sudul insulei Hainan. El are o suprafață de 1.919 km² și avea în anul 2004, 507.523 loc. În oraș au avut loc  în anii 2002, 2003, 2004, 2005, 2007 și 2010, concursuri de frumusețe pentru titlul Miss World.